# Aphelocephala pectoralis
Az Aphelocephala pectoralis a madarak osztályának verébalakúak (Passeriformes) rendjébe, az ausztrálposzáta-félék (Acanthizidae) családjába tartozó  faj. A családot egyes szervezetek a gyémántmadárfélék (Pardalotidae) családjának, Acanthizinae alcsaládjáként sorolják be.

## Rendszerezése
A fajt John Gould angol ornitológus írta le 1871-ben, a Xerophila nembe Xerophila pectoralis néven.

## Előfordulása
Ausztrália középső és déli részén honos. A természetes élőhelye szubtrópusi és trópusi száraz cserjések és legelők, sziklás környezetben.

## Megjelenés
Testhossza 11 centiméter, testtömege 9 gramm

## Életmód
Ízeltlábúakkal táplálkozik, de fogyaszt magvakat is.